# 热内 (杜省)
热内（法語：Geney，法語發音：[ʒənɛ]）是法国杜省的一个市镇，属于蒙贝利亚尔区。

## 地理
热内（47°29'9"N, 6°34'0"E）面积4.33 平方千米，位于法国勃艮第-弗朗什-孔泰大區杜省，该省份为法国东部内陆省份，北起上索恩省，西接汝拉省，东部及东南部与瑞士接壤，东北部与贝尔福地区省接壤。
与热内接壤的市镇（或旧市镇、城区）包括：奥南、阿科朗、埃特拉普、贝勒方丹。

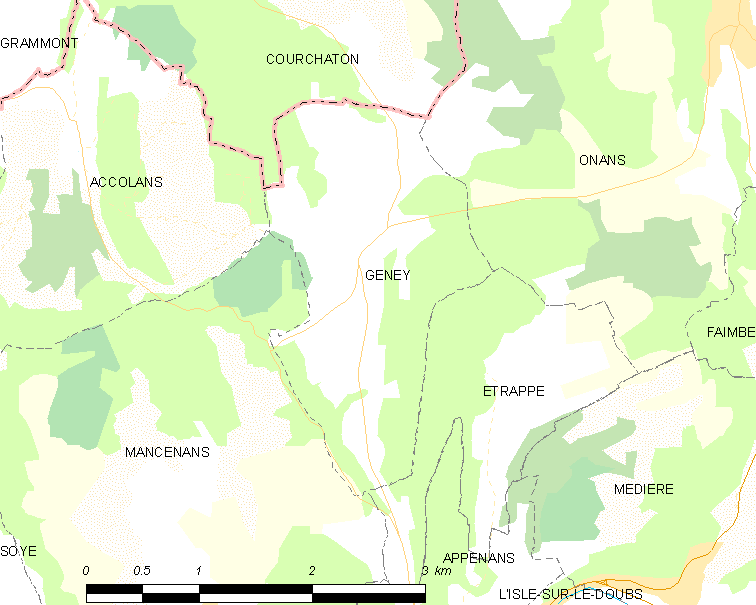
的OSM定位图

热内的时区为UTC+01:00、UTC+02:00（夏令时）。

## 行政
热内的邮政编码为25250，INSEE市镇编码为25266。

## 政治
热内所属的省级选区为巴旺县。

## 人口

1962-2008年间人口变化图示

热内于2022年1月1日时的人口数量为125人。